# Caloptilia trissochroa
Caloptilia trissochroa är en fjärilsart som först beskrevs av Edward Meyrick 1931.  Caloptilia trissochroa ingår i släktet Caloptilia och familjen styltmalar. Inga underarter finns listade i Catalogue of Life.